# Морозов Семен Михайлович
Семе́н Миха́йлович Моро́зов (*27 червня 1946) — радянський, російський актор, режисер.

## З життєпису
Закінчив акторський (1969) і режисерський (1979) факультети Всесоюзного державного інституту кінематографії.
З 1969 р. працює у Театрі-студії кіноактора.
Знявся в українських фільмах: «По вулицях комод водили» (1979), «Анекдотіада, або Історія Одеси в анекдотах» (1994, 5 с, відео).

## Фільмографія
1. 1957 — На графських руїнах — Валька
2. 1960 — Хліб та троянди — син Самійло Петелькіна
3. 1962 — Минулого літа — Гриша
4. 1962 — Сім няньок — Афанасій Полосухин
5. 1962 — Я купив тата — телефоніст, учень ремісничого училища (в титрах немає)
6. 1964 — Сувора гра — Богдан
7. 1967 — Тетянин день — Семинін
8. 1969 — Сільські канікули — Петька
9. 1969 — Звинувачуються в убивстві — Семен Супріков
10. 1970 — На далекій точці — Клименко
11. 1970 — Шанувальники таланту — Сеня
12. 1970 — Сім наречених єфрейтора Збруєва — єфрейтор Костянтин Збруєв
13. 1971 — І був вечір, і був ранок... — вартовий
14. 1971 — Як пісня (Болгарія) — радянський старшина
15. 1971 — Червона заметиль
16. 1971 — Улюблене життя (НДР) — Коля
17. 1971 — Дозвольте зліт! — Дімка Соломенцев, молодий льотчик
18. 1972 — Мічений атом — Василь Михайлович
19. 1972 — Нам ніколи чекати — Ілля
20. 1974 — Високе звання — Сергій
21. 1974 — Шукаю мою долю — Греков
22. 1974 — Остання справа Фантомаса — Збруєв
23. 1974 — Соколово — старшина-артилерист
24. 1974 — Три дні в Москві — Іван Федотов
25. 1974 — Фронт без флангів — капітан Серьогін
26. 1974 — 1977 — Ходіння по муках — Мишка Соломін
27. 1975 — Між небом і землею — Анатолій Зюкін
28. 1975 — Крок назустріч — помічник машиніста (новела «Батько Серафим»)
29. 1976 — Розповідь про те, як цар Петро арапа женив — Михайло Говоров
30. 1977 — Нос — слуга, що подавав оголошення
31. 1977 — Юлія Вревська
32. 1978 — П'ята пора року — Пушкарцев
33. 1979 — По вулицях комод водили — студент
34. 1979 — Прогулянка, гідна чоловіків — Сергій Глазов
35. 1979 — З любов'ю (Болгарія) — Костя Коротков
36. 1979 — Дізнайся мене — Мурашко
37. 1980 — Якщо би я був начальником... — Немоляєв та Ярцев
38. 1980 — Червоний велосипед — Якуб Коваленок
39. 1980 — Особистої безпеки не гарантую — Моргунок
40. 1981 — Ось така музика — Павло
41. 1981 — Ніч голови — Андрій Сухоруков
42. 1981 — Хід у відповідь — прапорщик на КПП
43. 1982 — У старих ритмах — Микита Федотов
44. 1982 — За щастям — Семечкін
45. 1982 — Просто жах! — Вадим Петрович Мурашов, тато Антона, ветеринарний лікар
46. 1983 — Ураган приходить несподівано — Костоглод
47. 1984 — Герой її роману — Тихонов
48. 1984 — Челюскінці — Дмитро Олександрович Скворцов
49. 1986 — Державний кордон. Рік сорок перший — старшина Віктор Левада
50. 1986 — Винятки без правил (новела «Золотий ґудзик»)
51. 1987 — Державна межа. За порогом перемоги — старшина Віктор Левада
52. 1989 — Навіки — 19 — Кітін, поранений
53. 1990 — Ліфт для проміжної людини — Федька/начальник/товариш Архіпов
54. 1991 — Біс — Копєйкін
55. 1991 — Ніч при дорозі — Рудий
56. 1992 — Овен — Гладишев
57. 1993 — Вітька шушваль та автомобіль
58. 1994 — Анекдотіада, або Історія Одеси в анекдотах — граф Дерибас
59. 1995 — Ніч та день
60. 1997 — Лікування за доктором Лоховським (Білорусь) — боцман
61. 1998 — Сибірський врятував
62. 2000 — Далекобійники — дільничний
63. 2000 — Армія порятунку — Невезухін
64. 2001 — Дракоша та компанія
65. 2002 — Кодекс честі — Сивопляс
66. 2003 — Пригоди мага — Терещенко, інспектор ДАІ
67. 2003 — Третій варіант
68. 2003 — Ділянка — Мурзін
69. 2003 — Чисті ключі — Фрол Григорович
70. 2006 — Папараца
71. 2006 — Зачарована ділянка — Мурзін
72. 2007 — Служба довіри
73. 2009 — Срібло — боярин Непогожих
74. 2014 — Морські дияволи. Смерч 2 — Степанов
75. 2014 — Стартап[ru] — батько Бориса